# Wajira praecox
Wajira praecox là một loài thực vật có hoa trong họ Đậu. Loài này được (Verdc.) Thulin & Lavin mô tả khoa học đầu tiên năm 2004.